# Augusto di Schleswig-Holstein-Sonderburg-Beck
Augusto, duca di Schleswig-Holstein-Sonderburg-Beck (13 febbraio 1652 – Bonn, 26 settembre 1689), è stato un nobiluomo tedesco.
Dal 1675 fino alla sua morte fu il regnante duca di Schleswig-Holstein-Sonderburg-Beck. Fu il secondo duca di questo appannaggio.

## Vita
Augusto era il maggiore dei figli maschi del duca Augusto Filippo (1612-1675) e della sua terza moglie, la contessa Maria Sibilla di Nassau-Saarbrücken (1628-1699), figlia del conte Guglielmo Luigi. Quattro dei suoi fratelli e sorelle più giovani raggiunsero. Suo padre era il quinto figlio maschio del duca Alessandro di Schleswig-Holstein-Sonderburg e un nipote del principe Giovanni di Danimarca, capostipite del ramo di Schleswig-Holstein-Sonderburg del casato di Oldenburg.
Il nome di Schleswig-Holstein-Sonderburg-Beck deriva da Haus Beck, una magione a Ulenburg, che è oggi il più piccolo borgo di Löhne, una città nel nord est della Renania Settentrionale-Vestfalia. All'epoca, Ulenburg era situato nel vescovado di Minden, che nel 1648, fu acquistato dalla marca di Brandeburgo. Brandenburg stava espandendo il suo esercito e necessitava di soldati e ufficiali. Il primo requisito per diventare un ufficiale era nobile nascita. Di conseguenza, fu naturale per Augusto intraprendere la carriera militare, diventando un maggior generale nell'esercito brandeburghese.
Augusto morì di dissenteria il 26 settembre 1689 a Bonn. Fu succeduto da suo figlio Federico Guglielmo I.

## Matrimonio e figli
Nel 1676, Augusto sposò Edvige Luisa di Lippe-Alverdissen (1650-1731), una figlia del conte Filippo I, capostipite del ramo di Schaumburg-Lippe della casata di Lippe. Insieme ebbero due figli:
- Dorotea Enrichetta (1678-1755)
- Federico Guglielmo I (1682-1719), sposò Maria Antonia Isnardi di Castello, contessa di Sanfré

## Ascendenza
|                                                             |                                    |                                                        | Genitori                                       |  |  | Nonni |  |  | Bisnonni                                        |  |  | Trisnonni                  |  |
|                                                             |                                    |                                                        |                                                |  |  |       |  |  | Giovanni, duca di Schleswig-Holstein-Sonderburg |  |  | Cristiano III di Danimarca |  |
|                                                             |                                    |                                                        |                                                |  |  |       |  |  | Giovanni, duca di Schleswig-Holstein-Sonderburg |  |  | Cristiano III di Danimarca |  |
|                                                             |                                    | Dorotea di Sassonia-Lauenburg                          |                                                |  |  |       |  |  | Giovanni, duca di Schleswig-Holstein-Sonderburg |  |  |                            |  |
| Alessandro, duca di Schleswig-Holstein-Sonderburg           |                                    |                                                        |                                                |  |  |       |  |  | Giovanni, duca di Schleswig-Holstein-Sonderburg |  |  |                            |  |
|                                                             |                                    | Elisabetta di Brunswick-Grubenhagen                    | Ernesto III, duca di Brunswick-Grubenhagen     |  |  |       |  |  |                                                 |  |  |                            |  |
|                                                             |                                    | Elisabetta di Brunswick-Grubenhagen                    | Ernesto III, duca di Brunswick-Grubenhagen     |  |  |       |  |  |                                                 |  |  |                            |  |
|                                                             |                                    | Elisabetta di Brunswick-Grubenhagen                    | Margherita di Pomerania-Wolgast                |  |  |       |  |  |                                                 |  |  |                            |  |
| Augusto Filippo, duca di Schleswig-Holstein-Sonderburg-Beck |                                    | Elisabetta di Brunswick-Grubenhagen                    |                                                |  |  |       |  |  |                                                 |  |  |                            |  |
|                                                             |                                    | Giovanni Günther I, conte di Schwarzburg-Sondershausen | Günther XL di Schwarzburg                      |  |  |       |  |  |                                                 |  |  |                            |  |
|                                                             |                                    | Giovanni Günther I, conte di Schwarzburg-Sondershausen | Günther XL di Schwarzburg                      |  |  |       |  |  |                                                 |  |  |                            |  |
|                                                             |                                    | Giovanni Günther I, conte di Schwarzburg-Sondershausen | Elisabetta di Isenburg-Büdingen-Ronneburg      |  |  |       |  |  |                                                 |  |  |                            |  |
| contessa Dorotea di Schwarzburg-Sondershausen               |                                    | Giovanni Günther I, conte di Schwarzburg-Sondershausen |                                                |  |  |       |  |  |                                                 |  |  |                            |  |
|                                                             |                                    | Anna di Oldenburg-Delmenhorst                          | Antonio I di Oldenburg                         |  |  |       |  |  |                                                 |  |  |                            |  |
|                                                             |                                    | Anna di Oldenburg-Delmenhorst                          | Antonio I di Oldenburg                         |  |  |       |  |  |                                                 |  |  |                            |  |
|                                                             |                                    | Anna di Oldenburg-Delmenhorst                          | Sofia di Sassonia-Lauenburg                    |  |  |       |  |  |                                                 |  |  |                            |  |
| Augusto, duca di Schleswig-Holstein-Sonderburg-Beck         |                                    | Anna di Oldenburg-Delmenhorst                          |                                                |  |  |       |  |  |                                                 |  |  |                            |  |
|                                                             | Luigi II, conte di Nassau-Weilburg | Alberto, conte di Nassau-Weilburg                      |                                                |  |  |       |  |  |                                                 |  |  |                            |  |
|                                                             | Luigi II, conte di Nassau-Weilburg | Alberto, conte di Nassau-Weilburg                      |                                                |  |  |       |  |  |                                                 |  |  |                            |  |
|                                                             | Luigi II, conte di Nassau-Weilburg | Anna di Nassau-Dillenburg                              |                                                |  |  |       |  |  |                                                 |  |  |                            |  |
| Guglielmo Luigi, conte di Nassau-Saarbrücken                | Luigi II, conte di Nassau-Weilburg |                                                        |                                                |  |  |       |  |  |                                                 |  |  |                            |  |
|                                                             |                                    | Anna Maria d'Assia-Kassel                              | Guglielmo IV, langravio d'Assia-Kassel         |  |  |       |  |  |                                                 |  |  |                            |  |
|                                                             |                                    | Anna Maria d'Assia-Kassel                              | Guglielmo IV, langravio d'Assia-Kassel         |  |  |       |  |  |                                                 |  |  |                            |  |
|                                                             |                                    | Anna Maria d'Assia-Kassel                              | Sabina di Württemberg                          |  |  |       |  |  |                                                 |  |  |                            |  |
| Maria Sibilla di Nassau-Saarbrücken                         |                                    | Anna Maria d'Assia-Kassel                              |                                                |  |  |       |  |  |                                                 |  |  |                            |  |
|                                                             |                                    | Giorgio Federico, margravio di Baden-Durlach           | Carlo II, margravio di Baden-Durlach           |  |  |       |  |  |                                                 |  |  |                            |  |
|                                                             |                                    | Giorgio Federico, margravio di Baden-Durlach           | Carlo II, margravio di Baden-Durlach           |  |  |       |  |  |                                                 |  |  |                            |  |
|                                                             |                                    | Giorgio Federico, margravio di Baden-Durlach           | Anna del Palatinato-Veldenz                    |  |  |       |  |  |                                                 |  |  |                            |  |
| Anna Amalia di Baden-Durlach                                |                                    | Giorgio Federico, margravio di Baden-Durlach           |                                                |  |  |       |  |  |                                                 |  |  |                            |  |
|                                                             |                                    | Giuliana Ursula di Salm-Neufville                      | Federico, wild- e renegravio di Salm-Neufville |  |  |       |  |  |                                                 |  |  |                            |  |
|                                                             |                                    | Giuliana Ursula di Salm-Neufville                      | Federico, wild- e renegravio di Salm-Neufville |  |  |       |  |  |                                                 |  |  |                            |  |
|                                                             |                                    | Giuliana Ursula di Salm-Neufville                      | Francesca di Salm                              |  |  |       |  |  |                                                 |  |  |                            |  |
|                                                             |                                    | Giuliana Ursula di Salm-Neufville                      |                                                |  |  |       |  |  |                                                 |  |  |                            |  |

## Fonti
- Carsten Porskrog Rasmussen et al. (eds.): Die Fürsten des Landes. Herzöge und Grafen von Schleswig, Holstein und Lauenburg, commissioned by the Gesellschaft für Schleswig-Holsteinische Geschichte, Wachholtz, Neumünster, 2008, ISBN 978-3-529-02606-5